# Baszta łupinowa

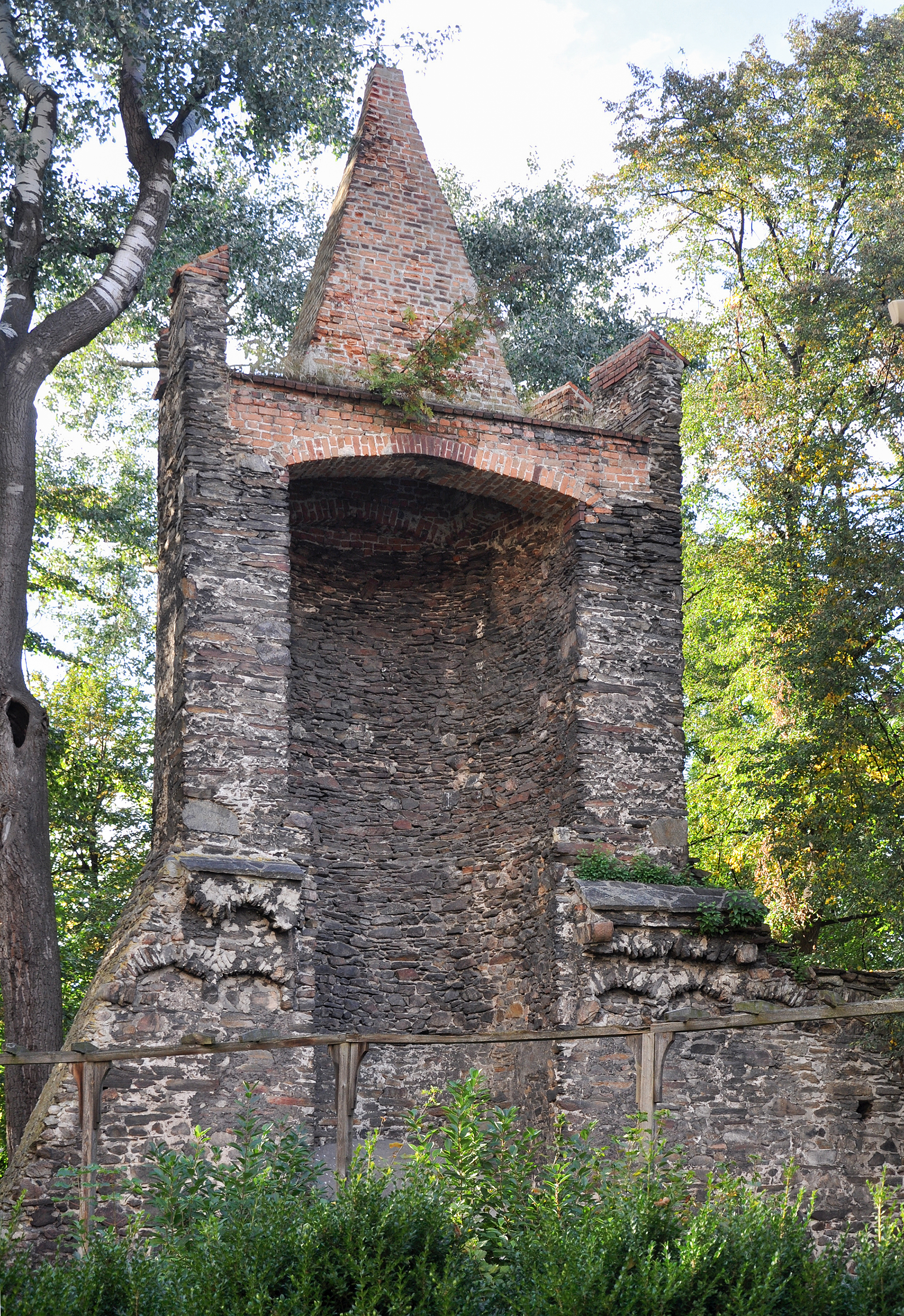
Baszta łupinowa, Paczków

Baszty łupinowe – konstrukcje obronne wysunięte poza lico muru i otwarte do wnętrza miasta. Budowane na rzucie prostokątnym lub półkolistym, posiadały zwykle dwie lub trzy kondygnacje, na które można było się dostać przy pomocy drewnianych drabin. Górne kondygnacje nakryte były drewnianym daszkiem, a obronę umożliwiały umieszczone w murze otwory strzelnicze. Taką konstrukcję baszt stosowano, aby wróg po zdobyciu poszczególnych obiektów nie mógł ich użyć jako punkty oporu przeciwko broniącemu się dalej miastu. Z czasem baszty łupinowe przebudowywano tworząc baszty łupinowe zamknięte, służące również celom mieszkalnym.